# 馬赫尼夫卡河
馬赫尼夫卡河（羅馬化：Makhnivka）是烏克蘭的河流，位於該國西部，屬於東佐洛塔利帕河的左支流，發源自馬赫尼夫齊以北，流經利沃夫州和捷爾諾波爾州，河道全長13公里，流域面積75.5平方公里。